# Palestina op de Olympische Zomerspelen 2020
Palestina nam deel aan de Olympische Zomerspelen 2020 in Tokio, Japan. Het was de zevende keer dat Palestina meedeed. Net als tijdens de zes eerdere deelnames behaalde de afvaardiging geen medaille.

## Atleten
Hieronder volgt een overzicht van de atleten die meededen aan de Olympische Zomerspelen 2020.
| sport         | vrouwen | mannen | totaal |
| ------------- | ------- | ------ | ------ |
| Atletiek      | 1       | 0      | 1      |
| Gewichtheffen | 0       | 1      | 1      |
| Judo          | 0       | 1      | 1      |
| Zwemmen       | 1       | 1      | 2      |
| totaal        | 2       | 3      | 5      |

## Sporten

### Atletiek
Vrouwen
Loopnummers
| atleet        | onderdeel | voorrondes | voorrondes | kwartfinale    | kwartfinale    | halve finale   | halve finale   | finale         | finale         |
| atleet        | onderdeel | tijd       | rang       | tijd           | rang           | tijd           | rang           | tijd           | rang           |
| ------------- | --------- | ---------- | ---------- | -------------- | -------------- | -------------- | -------------- | -------------- | -------------- |
| Hanna Barakat | 100 m     | 12,16      | 5          | niet geplaatst | niet geplaatst | niet geplaatst | niet geplaatst | niet geplaatst | niet geplaatst |

Hanna Barakat verbeterde het nationale record.

### Gewichtheffen
Mannen
| atleet          | onderdeel | trekken | trekken | stoten | stoten | totaal | rang |
| atleet          | onderdeel | score   | rang    | score  | rang   | totaal | rang |
| --------------- | --------- | ------- | ------- | ------ | ------ | ------ | ---- |
| Mohammed Hamada | -96 kg    | 137     | 15      | 173    | 12     | 310    | 13   |

### Judo
Mannen
| atleet           | onderdeel | eerste ronde         | tweede ronde         | derde ronde          | kwartfinale          | halve finale         | herkansing           | finale / BM          | finale / BM    |
| atleet           | onderdeel | tegenstander uitslag | tegenstander uitslag | tegenstander uitslag | tegenstander uitslag | tegenstander uitslag | tegenstander uitslag | tegenstander uitslag | rang           |
| ---------------- | --------- | -------------------- | -------------------- | -------------------- | -------------------- | -------------------- | -------------------- | -------------------- | -------------- |
| Wesam Abu Rmilah | −81 kg    | n.v.t.               | Ressel V 00–100      | niet geplaatst       | niet geplaatst       | niet geplaatst       | niet geplaatst       | niet geplaatst       | niet geplaatst |

### Zwemmen
Mannen
| Yazzan Al-Bawwab | 100 meter vrije slag | 54,51 | 66 | niet geplaatst | niet geplaatst | niet geplaatst | niet geplaatst | niet geplaatst | niet geplaatst |

Vrouwen
| Dania Nour | 50 meter vrije slag | 30,43 | 71 | niet geplaatst | niet geplaatst | niet geplaatst | niet geplaatst | niet geplaatst | niet geplaatst |